# Bartleby lo scrivano: una storia di Wall Street
Bartleby lo scrivano: una storia di Wall Street (titolo originale Bartleby the Scrivener: A Story of Wall Street) è un racconto di Herman Melville.
Lo scritto fu pubblicato all'inizio anonimamente, in due parti, sulla rivista Putnam's Magazine a novembre e dicembre 1853, e fu poi incluso nella raccolta The Piazza Tales nel 1856 con modeste variazioni testuali.
Il racconto è stato adattato per lo schermo due volte: nel 1970, con Paul Scofield, e nel 2001, con Crispin Glover.

## Trama
Il narratore è il titolare di uno studio legale di Wall Street, a New York. Egli svolge "un lavoro discreto fra i titoli, le obbligazioni, le ipoteche di uomini abbienti" e si descrive come "una persona eminentemente cauta e fidata". Egli ha tre dipendenti: Turkey (tacchino) e Pince-Nez (occhiali a stringinaso) sono due scrivani, mentre Ginger Nut (biscotti allo zenzero) è il fattorino. Turkey, un anziano inglese, è un modello di efficienza al mattino, ma diventa insolente e pasticcione dopo pranzo; Nippers invece, un giovanotto ambizioso, è inquieto e irritabile al mattino, ma lavora bene al pomeriggio.
Il narratore, pur notando queste eccentricità, accetta di buon grado i suoi dipendenti e, con l'ampliarsi dell'attività, decide di assumere un terzo scrivano. Risponde all'annuncio Bartleby, che si presenta in ufficio come una figura "pallidamente linda, penosamente decorosa, irrimediabilmente squallida!". In principio Bartleby esegue diligentemente il lavoro di copista ma si rifiuta di svolgere altri compiti, sconcertando il suo principale con la risposta "preferirei di no" (nell'originale, "I would prefer not to"). Poi smette di lavorare del tutto, fornendo come unica spiegazione la medesima frase.
Il principale, combattuto tra la pietà e l'esasperazione, scopre che Bartleby non ha casa né amici e abita nello studio. Non avendo il coraggio di licenziarlo, ma irritato dalla sua "signorile nonchalance cadaverica", cerca di persuaderlo a riprendere il lavoro o, almeno, a fornire spiegazioni. Bartleby non fa altro che ripetere il suo motto; il principale è quindi costretto a licenziarlo. Tuttavia l'ormai ex impiegato continua ad aggirarsi nello studio; allora l'avvocato decide di trasferire altrove la sua attività per sfuggire a quell'inquietante presenza. I nuovi inquilini, però, protestano e il principale va a parlare ancora con Bartleby, offrendogli denaro e birre e invitandolo persino a trasferirsi a casa sua. "No, preferirei non fare cambiamenti", è la risposta. I nuovi inquilini fanno così arrestare Bartleby per vagabondaggio.
Quando il narratore si reca a fargli visita alle Tombe, la prigione di New York, Bartleby lo accoglie con "La conosco, non ho nulla da dirle". Egli tuttavia cerca di confortarlo, dando del denaro al vivandiere perché gli offra dei pasti migliori. Ciononostante, Bartleby "preferisce non mangiare", e si lascia morire di inedia. La narrazione si chiude con una riflessione dell'avvocato, che essendo venuto a sapere che Bartleby aveva in precedenza lavorato all'ufficio delle lettere smarrite di Washington, ipotizza che il maneggiare queste lettere morte lo abbia condotto alla depressione e al suo bizzarro comportamento.

## Ispirazione
L'opera fu ispirata a Melville dalla lettura di Emerson, tanto che sono stati trovati dei paralleli con il saggio di Emerson Il trascendentalista.

## Fortuna
Bartleby lo scrivano è uno dei racconti più famosi della letteratura nordamericana. È considerato un precursore della letteratura esistenzialista e dell'assurdo, anche se non ebbe fortuna all'epoca della pubblicazione. Il racconto anticipa molti temi dell'opera di Franz Kafka, in particolare Il processo. Albert Camus, in una lettera a Liselotte Dieckmann che fu pubblicata sulla French Review nel 1998, cita Melville come una delle sue principali influenze. Numerosi riferimenti metaletterari a Bartleby lo scrivano sono presenti nel romanzo Sulla riva del mare di Abdulrazak Gurnah, premio Nobel per la letteratura nel 2021. Una celebre lettura del personaggio di Bartleby viene data in Bartleby, la formula della creazione, testo scritto da Gilles Deleuze e Giorgio Agamben.

### Interpretazioni della critica
Numerosi critici hanno cercato di interpretare il contenuto del testo, in particolar modo durante il XX secolo, generando anche la cosiddetta "Bartleby Industry", una massiccia produzione di articoli su Bartleby ai fini della carriera universitaria. Sono state trovate nel testo allusioni cristiane secondo i critici occidentali; in particolar modo il commento di H. Bruce Franklin ebbe molta attenzione per la scoperta che il racconto segue fedelmente un passo del Vangelo di San Matteo, e al quietismo buddista secondo quelli orientali.
Altri hanno cercato di capire da quali fonti l'autore prese l'ispirazione per la stesura: secondo alcuni dagli scritti di Charles Lamb, secondo altri da un articolo del New York Times pubblicato nel febbraio del 1853 dove è presente la testimonianza d'un avvocato riguardo ad un suo strano copista. Spesso l'interpretazione è stata quella del rapporto con il padre e altre volte, invece, Melville avrebbe cercato di imitare lo stile di Charles Dickens poiché fu invidioso del suo successo secondo alcuni critici. La critica è stata la più varia nel corso del secolo, passando da un estremo all'altro, tentando di interpretare l'aspetto psicologico della vicenda, l'isolamento del personaggio e, alcune volte, leggendolo in chiave di critica sociale.

## Film/Documentari
- (1970): Bartleby regia di Anthony Friedman, con John McEnery, Paul Scofield.
- (1976): Bartleby regia di Maurice Ronet, con Maxence Mailfort (Bartleby), Michael Lonsdale.
- (2001): Bartleby regia di Jonathan Parker, con Crispin Glover, David Paymer, Glenne Headly.
- (2011): Bartleby en coulisses (documentario) regia di Jérémie Carboni con Daniel Pennac.

## In teatro
- Nel 2001 un adattamento teatrale di "Bartleby", dovuto a Tonino Bozzi, è stato messo in scena dal Teatro Nazionale di Genova.
- Nel 2002 un adattamento teatrale liberamente ispirato dal racconto "Bartleby " è stato messo in scena da Giorgio Spaziani e Junio Ambrogio, con testo e regia di Francesco Randazzo.
- Nel 2005 un adattamento teatrale ad opera di Larry M. Lane viene messo in scena al Blue Heron Theatre di New York. Lo spettacolo è prodotto da Ardelle Striker, diretto da Alessandro Fabrizi e interpretato nei due ruoli principali da Gerry Bamman e Marco Quaglia. Di questa produzione il New York Times scrive: "This rendition of Bartleby is a gem" (New York Times, 9 novembre 2005)
- Nel 2008 "Bartleby lo scrivano, una storia di Wall Street" è stato messo in scena dalla compagnia Aria Teatro, con un adattamento di Marzia Todero e l'interpretazione di Alberto Dall'Abaco, Denis Fontanari e Christian Renzicchi, regia di Irene Lamponi e Chiara Benedetti.
- Nel 2009 lo scrittore francese Daniel Pennac legge il testo al Teatro Pépinière Opéra di Parigi. Regia di François Duval. Daniel Pennac ha letto Bartleby anche al Teatro Argentina nel 2010. Bartleby en coulisses è il documentario sulla preparazione dello spettacolo, regia di Jérémie Carboni (Zerkalo production).

## Traduzioni italiane
- Le isole incantate seguito da Bartleby lo scrivano, traduzione di Giuliana Beltrami, Gentile, La Rassegna d'Italia, 1946.
- Benito Cereno ed altri racconti (Il tartaro delle vergini, Il paradiso degli scapoli, Bartleby lo scrivano), traduzione di Orsola Nemi e Henry Furst, Milano, Longanesi, 1951.
- in  Le isole incantate: Racconti della veranda, traduzione di Bruno Tasso, Milano, Rizzoli, 1952.
- in  Racconti di Herman Melville, traduzione di Enzo Giachino, Collezione i millenni, Torino, Einaudi, 1954. - II ed. col titolo Billy Budd e altri racconti, ivi, 1965; III ed., ivi, 1972; Collana Einaudi Tascabili, 1992; anche pubblicato da Mondadori, 1957; Collezione La Biblioteca di Babele, Parma-Milano, Franco Maria Ricci editore, 1978; Introduzione di Fernanda Pivano, CDE, 1995; Collana Einaudi Tascabili - Serie bilingue, Einaudi, 1994-2019.
- Bartleby lo scrivano, traduzione di Massimo Bacigalupo, Introduzione[5] di Jorge Luis Borges, Collana Oscar La Biblioteca di Babele, Milano, Mondadori, 1990. - col titolo Bartleby lo scrivano e altri racconti americani, Introduzione di M. Bacigalupo, Collana Oscar Classici, Mondadori, 1992; col titolo Bartleby lo scrivano e altri racconti di terraferma, Oscar Classici, Mondadori, 2019; anche in Opere, Collezione I Meridiani, Mondadori, 1991.
- Bartleby lo scrivano, trad. e cura di Gianni Celati, Milano, Feltrinelli, 1991-2018. - Milano, SE, 2013.
- Racconti della veranda. Il truffatore di fiducia, a cura di Ruggero Bianchi, Milano, Mursia, 1991.
- Bartleby lo scrivano. Benito Cereno, traduzione di Gianna Lonza, Milano, Garzanti, 1994.
- Bartleby lo scrivano. Benito Cereno, a cura di Margherita Sboarina, Napoli, Morano, 1994.
- Bartleby, lo scrivano, traduzione di Riccardo Reim, Roma, Newton Compton.
- Bartleby, cura e trad. di Giuseppe Nori, Roma, Portaparole, 2009, ISBN 978-88-8942-176-5.
- Bartleby lo scrivano, traduzione di A. D'Angelo, Milano, Dalai, 2012, ISBN 978-88-6620-323-0.
- Bartleby lo scrivano, traduzione di Flavio Santi, Introduzione di Sergio Perosa, Collana Grandi classici, Milano, BUR, 2013.
- Bartleby lo scrivano, a cura di Franco Venturi, Collana Il Piacere di Leggere n.71, Milano, La Vita Felice, 2016, ISBN 978-88-9346-051-4.
- Bartleby lo scrivano e altri racconti, traduzione di Alessandro Roffeni, Collana I Classici, Milano-Firenze, Bompiani, 2018, ISBN 978-88-4529-741-0.
- Bartleby lo scrivano, traduzione di Riccardo Mainetti, Prefazione di Sara Staffolani, flower-ed, 2021.
- Bartleby lo scrivano, traduzione di Enrico Terrinoni, Illustrazioni di Antonello Silverini, Collana Spleen, Vicenza, Neri Pozza, 2023, ISBN 978-88-545-2789-8.